# Ophiomusium impotens
Ophiomusium impotens is een slangster uit de familie Ophiolepididae.
De wetenschappelijke naam van de soort werd in 1922 gepubliceerd door René Koehler.